# Cneoglossa rufifrons
Cneoglossa rufifrons is een keversoort uit de familie Cneoglossidae. De wetenschappelijke naam van de soort is voor het eerst geldig gepubliceerd in 1916 door Pic.